# HardCard

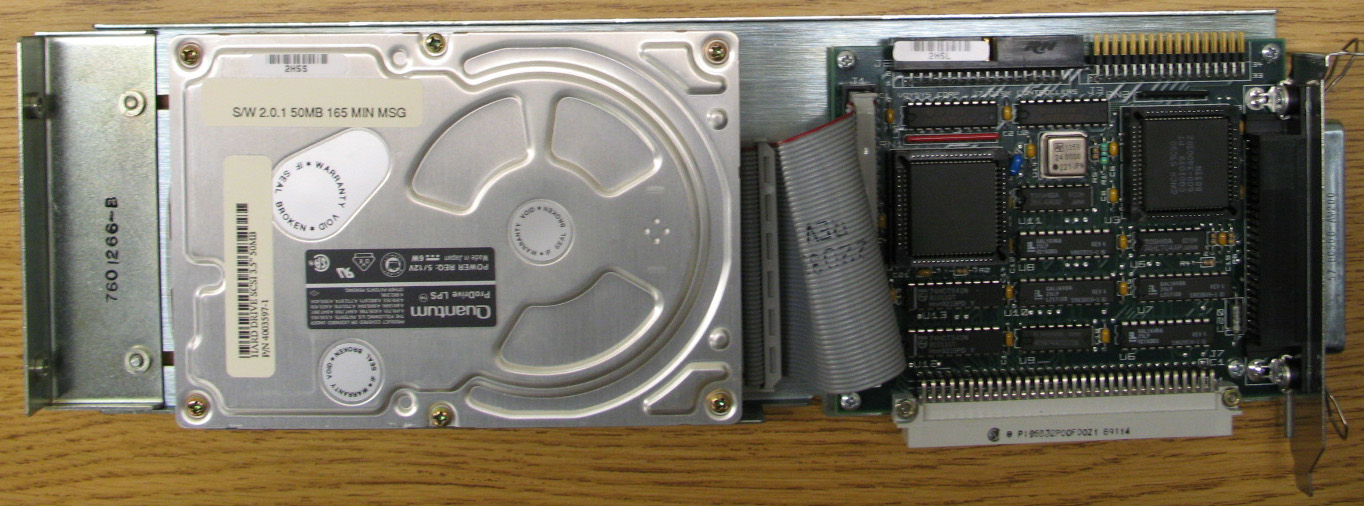
Hard card - Northern Telecom (Nortel)

Genéricamente se denomina HardCard a cualquier combinación de disco duro + tarjeta controladora de disco duro que mediante el armazón adecuado se fija en un slot de ampliación de un ordenador, ocupando la longitud completa de una tarjeta, sin requerir conexión alguna adicional.
El concepto fue desarrollado por Plus Development Corporation, una compañía de Milpitas, California, subsidiaria de Quantum Corp. (en aquel momento, el segundo mayor fabricante de discos duros tras Seagate), que lanzó su Plus HardCard, en 1985.
Debido al peso del disco y tamaño de las tarjetas, se utilizan siempre unidades de 3,5 pulgadas. Las primeras unidades se fabrican para el IBM PC y compatibles y utilizan controladoras MFM/RLL compatibles ST-506, con una tarjeta controladora ISA de media longitud. Los fabricantes de equipos clónicos suelen utilizar una tarjeta de Longshine Corporation que incluye (o ha sido modificada) un conector de alimentación, y discos duros de diferentes fabricantes. Más adelante se incorporarán versiones IDE.
Un caso especial fueron las controladoras Zorro II de este tipo para los ordenadores Commodore Amiga. Debido a las especificaciones del slot, se invierte la posición del disco duro, que se sitúa cerca del conector exterior. Son mayoritariamente SCSI, con conectores SCSI internos y externos, aunque también los hay IDE e incluso combinaciones extrañas como IDE/SCSI o ST-506/SCSI
Fue ampliamente utilizado en equipos sin las adecuadas bahías de expansión, pero dotados de espacio para tarjetas ISA de longitud completa, o que implicaban una complicación de montaje, como los Tandy 1000 o los Amstrad PC1512, o los primeros equipos portables. También como un primitivo sistema de almacenamiento removible.

## Nota
1. ↑  Welch, Mark J. (16 de junio de 1986). «Data Storage: Hard Disk, Tape Backup Choices Grow». InfoWorld (IDG Communications) 8 (24): 37-43. ISSN 0199-6649. Consultado el 30 de junio de 2010.

- Datos: Q476548
- Multimedia: Hardcard / Q476548